# Eleutherodactylus nicefori
Eleutherodactylus nicefori là một loài ếch trong họ Leptodactylidae.
Nó được tìm thấy ở Colombia và Venezuela.
Môi trường sống tự nhiên của chúng là đồng cỏ ở cao nhiệt đới hoặc cận nhiệt đới. Loài này đang bị đe dọa do mất môi trường sống.